# Krchleby (district de Kutná Hora)
Pour les articles homonymes, voir Krchleby.
Krchleby (en allemand : Kirchleins) est une commune du district de Kutná Hora, dans la région de Bohême centrale, en République tchèque. Sa population s'élevait à 403 habitants en 2020.

## Géographie
Krchleby se trouve à 4 km au sud-ouest de Čáslav, à 9 km au sud-est de Kutná Hora et à 70 km à l'est-sud-est de Prague.
La commune est limitée par Močovice au nord, par Čáslav et Žáky à l'est, par Zbýšov et Hraběšín au sud, et par Třebonín, Souňov et Vodranty à l'ouest.

## Histoire
La première mention écrite de la localité date de 1257.

## Administration
La commune se compose de deux quartiers :
- Krchleby
- Chedrbí

## Transports
Par la route, Krchleby se trouve à 5 km de Čáslav, à 15 km de Kutná Hora et à 90 km de Prague.